# Itsuki
Itsuki (五木村, Itsuki-mura) est un village situé dans le district de Kuma (préfecture de Kumamoto), au Japon.

## Géographie

### Démographie
En 2006, la population d'Itsuki s'élevait à 1 388 habitants.

## Culture
La berceuse Itsuki no komoriuta est nommée d'après ce village. 